# Дег-е Абдолла (Марказі)
Дег-е Абдолла (перс. ده عبداله) — село в Ірані, у дегестані Мальмір, у бахші Сарбанд, шагрестані Шазанд остану Марказі. За даними перепису 2006 року, його населення становило 50 осіб, що проживали у складі 13 сімей.

## Клімат
Середня річна температура становить 11,85 °C, середня максимальна – 30,79 °C, а середня мінімальна – -10,94 °C. Середня річна кількість опадів – 305 мм.
| Клімат поселення                              | Клімат поселення | Клімат поселення | Клімат поселення | Клімат поселення | Клімат поселення | Клімат поселення | Клімат поселення | Клімат поселення | Клімат поселення | Клімат поселення | Клімат поселення | Клімат поселення | Клімат поселення |
| Показник                                      | Січ.             | Лют.             | Бер.             | Квіт.            | Трав.            | Черв.            | Лип.             | Серп.            | Вер.             | Жовт.            | Лист.            | Груд.            |                  |
| Середній максимум, °C                         | 8,28             | 9,69             | 14,09            | 20,11            | 24,93            | 30,62            | 30,79            | 30,32            | 25,88            | 20,48            | 13,56            | 7,93             |                  |
| Середня температура, °C                       | −1,34            | 0,08             | 4,48             | 10,49            | 15,32            | 21,02            | 24,66            | 24,18            | 19,74            | 14,36            | 7,42             | 1,79             |                  |
| Середній мінімум, °C                          | −10,94           | −9,54            | −5,14            | 0,87             | 5,71             | 11,40            | 18,52            | 18,06            | 13,60            | 8,21             | 1,28             | −4,33            |                  |
| Норма опадів, мм                              | 50               | 42               | 55               | 39               | 32               | 7                | 1                | 1                | 0                | 6                | 28               | 44               |                  |
| Середньомісячна швидкість вітру, м/с          | 1.88             | 2.56             | 2.99             | 2.82             | 2.61             | 2.46             | 2.48             | 2.30             | 2.28             | 2.15             | 2.00             | 1.53             |                  |
| Середньомісячна сонячна радіація, кДж/м²·день | 9326             | 12532            | 15181            | 18476            | 22491            | 27018            | 25971            | 24279            | 21446            | 15968            | 11220            | 9156             |                  |
| --------------------------------------------- | ---------------- | ---------------- | ---------------- | ---------------- | ---------------- | ---------------- | ---------------- | ---------------- | ---------------- | ---------------- | ---------------- | ---------------- | ---------------- |
| Джерело:                                      |                  |                  |                  |                  |                  |                  |                  |                  |                  |                  |                  |                  |                  |